# Hi-Nella
Hi-Nella est un borough des États-Unis situé dans le comté de Camden, dans l'État du New Jersey.

## Histoire
Le borough de Hi-Nella a été créé en 1929, en même temps que quatre autres (Lindenwold, Pine Hill, Pine Valley et Somerdale).